# Fernand Herman
Fernand Herman (n. 23 ianuarie 1932 - d. 4 aprilie 2005), a fost un om politic belgian, membru al Parlamentului European în perioada 1994-1999 din partea Belgiei. 
1. 1 2  „Fernand Herman”, Gemeinsame Normdatei, accesat în 13 august 2015
2. 1 2  Fernand Herman, Autoritatea BnF
3. 1 2  Fernand Herman, Biographie nationale de Belgique, accesat în 9 octombrie 2017
4. 1 2  Czech National Authority Database, accesat în 4 aprilie 2023
5. ↑  Deputații în Parlamentul European